# Plan-de-riba

Plan-de-riba, respecte del terme d'Abella de la Conca

Plan-de-riba és una plana de carena del terme municipal d'Abella de la Conca, a la comarca del Pallars Jussà, situada a l'àmbit de Carreu.
Està situada al capdamunt de la carena de la Serra de Carreu, a la seva part oriental. El seu límit meridional és el Cap de Plan-de-riba, i al seu sector nord-oest hi ha l'Avenc del Plan-de-riba.

## Etimologia
Es tracta d'un topònim romànic de caràcter descriptiu, ja que és un pla ran de la riba, entesa aquí com a cinglera, però que presenta una forma aglutinada, que denota l'antiguitat del topònim.